# 2016년 아시아 남자 핸드볼 선수권 대회
′′′제17회 아시아 남자 핸드볼 선수권 대회′′′는 2016년 1월 15일부터 1월 28일까지 바레인 마나마에서 열리고 있다.